# Schweres Maschinengewehr Typ 1
Das schwere Maschinengewehr Typ 1 (japanisch 一式重機関銃 Isshiki jūkikanjū) ist ein luftgekühltes, vollautomatisches schweres Gasdrucklader-Maschinengewehr, das ab 1941 beim Kaiserlich Japanischen Heer und bei der Kaiserlich Japanischen Marine im Einsatz war.

## Namensgebung
Wie bei den meisten japanischen Waffen üblich bezieht sich die Bezeichnung Typ 1 auf das Jahr der Einführung innerhalb des japanischen kalendarischen Schemas im Jahre 2601 – im gregorianischen Kalender das Jahr 1941.

## Design
Das Typ 1 ist das Nachfolgemodell des schweren Maschinengewehrs Typ 92, ist jedoch wesentlich leichter als dieses. Das Gewicht konnte von 55 kg auf 31,8 kg um fast 50 % gesenkt werden.
Eine wesentliche Veränderung zum Vorgänger ist der auswechselbare Lauf, den eine geübte Mannschaft innerhalb einer Minute durchführen konnte. Während das Typ 92 randlose und Munition mit Rand verwenden konnte, kam beim Typ 1 nur randlose Munition vom Kaliber 7,7 × 58 mm zum Einsatz. Die Munition wurde über einen 30-Schuss-Metallstreifen von der linken Seite eingeführt. Mit dem Daumen konnte der Abzugshebel betätigt werden. Ein Sicherungshebel befand sich links neben dem Verschluss. Die Kadenz der Waffe war mit 400 bis 450 Schuss pro Minute relativ gering. Obwohl ähnlich wurden auch beim Dreibein Verbesserungen im Vergleich zum Typ 92 ausgeführt. Es sollte gezielteres Feuer ermöglichen.
Die Visierung befindet sich, entgegen den Vorgängermodellen, direkt über dem Lauf. Das Anbringen eines Zielfernrohrs war möglich. Die Reichweite des Typ 1 liegt bei bis zu 4000 Metern. Die effektive maximale Reichweite wird mit 1400 Metern angegeben. Wegen der großen Reichweite wurde es oft zur Fliegerabwehr auf einem Dreibein eingesetzt (siehe Foto oben rechts).
Das Typ 1 hatte, wie alle japanischen schweren Maschinengewehre, Holme am Dreibein, in die Holzstangen gesteckt werden konnten. So konnte das Maschinengewehr von drei bzw. vier Soldaten getragen werden und war nach dem Absetzen sofort feuerbereit.
Obwohl es eine große Verbesserung zum Typ 92 war, ist nicht bekannt, wie viele Typ 1 produziert wurden bzw. ob es zur Massenproduktion kam. In den letzten Kriegsjahren hatte Japan erhebliche Probleme mit Rohstoffnachschub, so dass davon ausgegangen werden kann, dass die dringend benötigten Metalle eher in die Produktion von Artillerie, Fahrzeugen, Panzerabwehr- und Flugabwehrwaffen gingen.